# Figlio perfetto
Figlio perfetto è un album discografico del cantante italiano Rosario Di Bella, pubblicato nel 1991 dalla EMI.

## Tracce

### Lato A
1. Figlio perfetto
2. Cantando
3. I soldati e le donne
4. Gira gira

### Lato B
1. Rose e mimose
2. Un temporale estivo
3. Le calze tese
4. Cosa non c'è più